# Ma Mère l'Oye

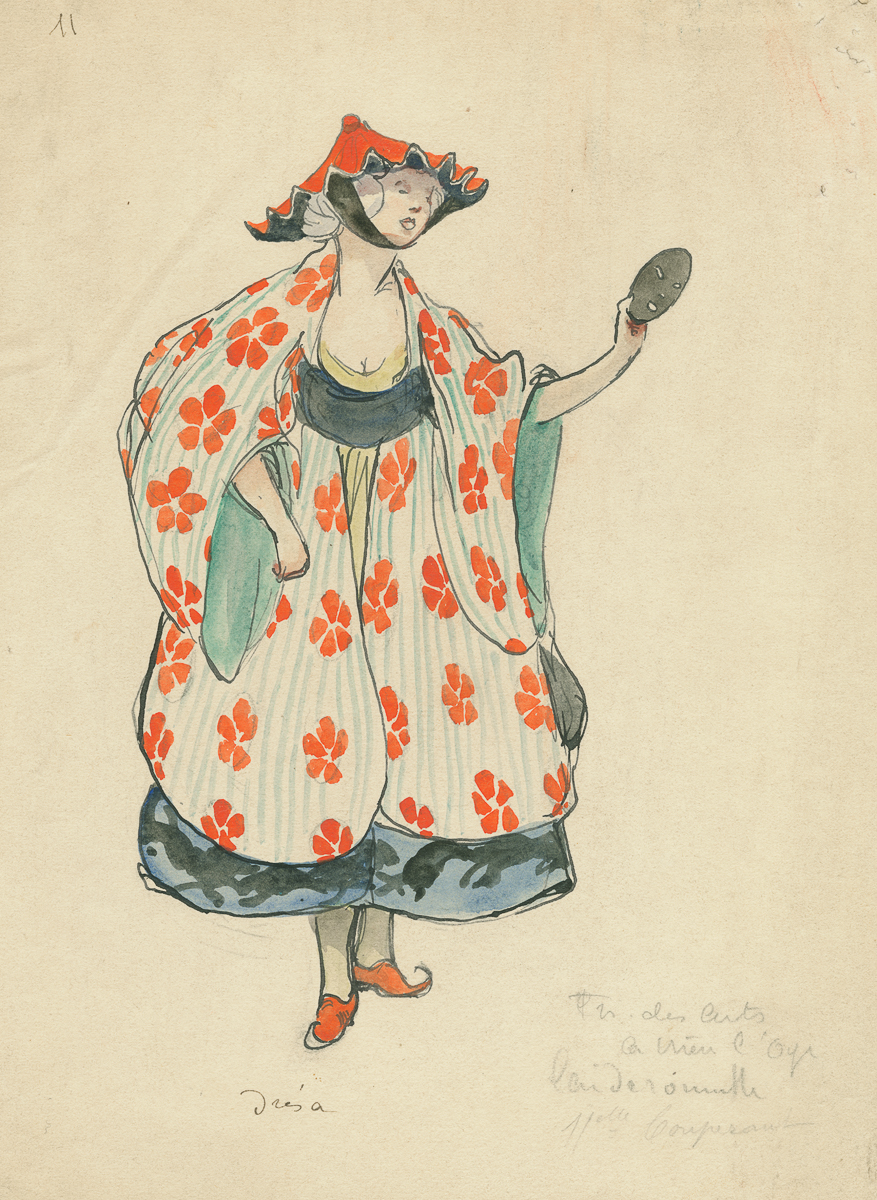
Laideronnette, imperatriz dos pagodes, traje de Drésa para Mother Goose - Maurice Ravel 1912"

Ma mère l'oye (Mamãe Gansa) é uma obra musical do compositor erudito francês Maurice Ravel.

## Criação
A peça foi escrita originalmente para o piano, como um presente a duas crianças afetas de Ravel, Mimie e Jean Godebsky e publicada em 1910 para ser tocada a quatro mãos. Foi inspirada em contos de fada de Charles Perrault e da condessa d'Aulnoy. No mesmo ano, seu amigo Jacques Charlot a transcreveu para piano solo e em 1911 a peça foi orquestrada pelo próprio Ravel que adicionou novas partes e a transformou num balé.

## A Obra
Apesar do nome Mamãe Gansa, a obra foi inspirada em diversos contos de fada e não somente no conto homônimo de Perrault. Sua estrutura original é a seguinte:
- I. Pavane de la Belle au bois dormant

Pavana da Bela Adormecida
- II. Petit Poucet

O Pequeno Polegar
- III. Laideronnette, Impératrice des pagodes

Laideronnete, Imperatriz dos Pagodes (inspirada no conto "A Serpente Verde")
- IV. Les entretiens de la Belle et de la Bête

Os Colóquios da Bela e a Fera
- V. Le jardin féerique

O Jardim Feérico

Além do já citado a versão orquestral contém um prelúdio, a Dança da Roca de Fiar e alguns interlúdios.